# Hieronymus Roth (politik z Trutnova)
Hieronymus von Roth (4. května 1826 Vilémov – 12. prosince 1897 Oberrohrbach) byl rakouský a český advokát a politik německé národnosti, starosta Trutnova, v 60. letech 19. století poslanec Českého zemského sněmu a Říšské rady.

## Biografie
V letech 1846–1850 absolvoval Karlo-Ferdinandovu univerzitu v Praze, kde roku 1853 obdržel titul doktor práv. Během revolučního roku 1848 působil jako místopředseda Výboru německých studentů. Byl spoluzakladatelem studentského čtenářského spolku a roku 1854 spolu s Franzem Schmeykalem založili pražský německý spolek Deutsches Kasino, v němž následně zastával funkci jeho předsedy.
V 60. letech 19. století se zapojil i do zemské a celostátní politiky. V doplňovacích volbách v lednu 1863 byl zvolen na Český zemský sněm. Zastupoval kurii venkovských obcí, obvod Trutnov, Hostinné, Maršov, Žacléř. Nastoupil poté, co rezignoval dosavadní poslanec Franz Fischer.
Od roku 1864 zasedal i na Říšské radě (celostátní zákonodárný sbor), která tehdy ještě nebyla volena přímo, ale tvořena delegáty jednotlivých zemských sněmů). 12. listopadu 1864 složil ve Vídni poslanecký slib. V Říšské radě (a na zemském sněmu) tehdy zastupoval kurii venkovských obcí, obvod Trutnov. V zemských volbách v lednu 1867 byl na Český zemský sněm zvolen v městské kurii (obvod Trutnov – Broumov – Police). V krátce poté vypsaných zemských volbách v březnu 1867 v tomto obvodu kandidoval, ale získal jen zlomek hlasů a poslancem se zde místo něj stal Leopold Hasner von Artha. V některých zdrojích se uvádí, že poslancem Říšské rady byl až do roku 1869, ale rejstříky z příslušného funkčního období jeho jméno neobsahují.
Na Říšské radě patřil k německé liberální levici (takzvaná Ústavní strana, liberálně a centralisticky orientovaná, odmítající federalistické aspirace neněmeckých etnik). V zákonodárných sborech se zasazoval o hospodářské povznesení Podkrkonoší, rozvoj místního průmyslu a železniční sítě.
Zastával funkci starosty Trutnova (podle jednoho zdroje v letech 1863–1874, podle jiného od roku 1869 do roku 1873) a zároveň působil v tomto městě jako advokát. Během prusko-rakouské války v roce 1866 se coby starosta zasadil o obranu města, ale předsunuté invazní jednotky ho (spolu s dalšími 18 místními občany) odvlekly a po 80 dnů byl vězněn v pruské pevnosti Hlohov. Na svobodu se dostal v září 1866, po podepsání míru mezi oběma státy, přičemž za jeho propuštění se přimlouvali nejvyšší rakouští a čeští politici. V Trutnově pak byl slavnostně uvítán. Stal se čestným občanem města, byl mu udělen Řád železné koruny a v roce 1867 byl povýšen do šlechtického stavu. O svém pruském zajetí napsal vzpomínkovou knihu, která v roce 2011 vyšla v české reedici. O rok dříve dorazil do Trutnova na oslavy 144. výročí prusko-rakouské bitvy Klaus Roth, pravnuk Hieronyma Rotha, žijící ve Vídni.
Po rezignaci na starostenský post hospodařil od roku 1873 na statku v Oberrohrbachu v Dolních Rakousích. Po krátké době přesídlil do Korneuburgu. I zde se veřejně angažoval a zasedal v obecní radě. V roce 1877 se stáhl z veřejného života a zabýval se jen správou rodinného statku. Ještě koncem 80. let mu byla nabídnuta kandidatura do Říšské rady za okrsek ve Vídni, kterou ale odmítl.